# Lilia wenszańska
Lilia wenszańska (Lilium wenshanense L. J. Peng & F. X. Li) – gatunek rośliny z rodziny liliowatych (Liliaceae). Występuje na wilgotnych łąkach na wysokości 1000–2000 m n.p.m. w południowo-wschodnim Junnanie - tylko w górach powiatu Wenshan (endemit tego regionu). Chińczycy nazywają tę roślinę wenshan baihe (chiń. 文山百合).

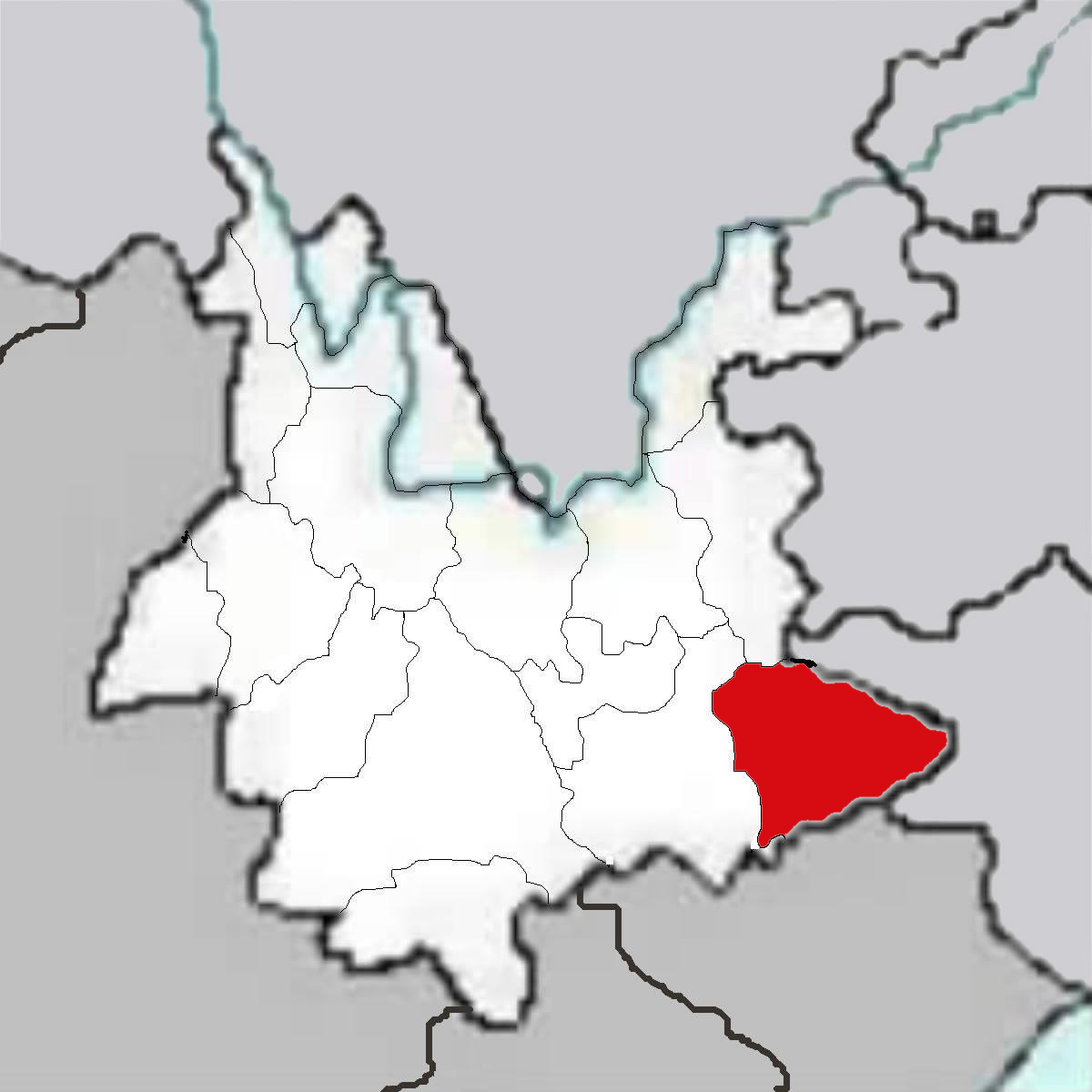
Region występowania lilii Lilium wenshanense Peng & Li

## Morfologia
PokrójRoślina osiąga wysokość 120-180 cm.
ŁodygaPojedyncza, szaro-biaława, gładka.
LiścieLancetowate, do 10 cm długości, 1,5 cm szerokości. Trój- lub pięcionerwowe.
KwiatyRozwijają się w miesiącach czerwiec-lipiec. W kwiatostanie znajduje się od 2 do 7 wąskolejkowatych kwiatów. Sześć listków okwiatu osiąga długość 18 cm i szerokość 2,5 cm. Kwiaty mają białą barwę, z brązowymi nerwami widocznymi po stronie zewnętrznej.